# Farul din Hörnum
Farul din Hörnum (în germană Leuchtturm Hörnum) este un far în funcțiune situat pe insula Sylt din Hörnum, districtul rural Nordfriesland, landul Schleswig-Holstein, Germania. Este gestionat de biroul din Tönning al Direcției Generale Căi de Navigație și Transport Maritim (Generaldirektion Wasserstraßen und Schifffahrt).

## Istorie
Farul a fost pus în funcțiune la 8 august 1907, fiind ridicat pe o movilă de 17 m înălțime la sudul insulei Sylt. La fel ca și farurile Westerheversand și Pellworm, a fost instalat din piese prefabricate din fontă provenite din producția în serie de la fabrica Isselburger Hütte din Isselburg, Renania de Nord-Westfalia. În 1927-1933, farul a funcționat ca școală locală, cu sălile de studii la unul fin etajele de jos.

## Descriere
Farul este un turn cilindric din fontă de 33,5 m înălțime, cu două galerii în interior. Turnul este pictat în roșu, cu o bandă albă la miljoc, iar exteriorul felinarului este negru. Altitudinea de la nivelul mării a semnalului de lumină constituie 48 de metri. Semnalul constă din câte două sclipiri de lumină albă cu durata de 0,42 secunde fiecare într-un ciclu de 9 secunde (0,42 s lumină, 2,58 s pauză, 0,42 s lumină, 5,58 s pauză). Lumina este pornită cu o oră înainte de asfințit și oprită cu o oră după răsărit.
În condiții de vizibilitate normală, farul este vizibil pe o rază de 19 mile marine (aproximativ 35 km), iar semnalul de lumină pe o rază de 20,1 mile marine. Servește ca far de ghidaj pentru ambarcațiunile care vin la portul Hörnum.